# ITunes Festival: London 2007

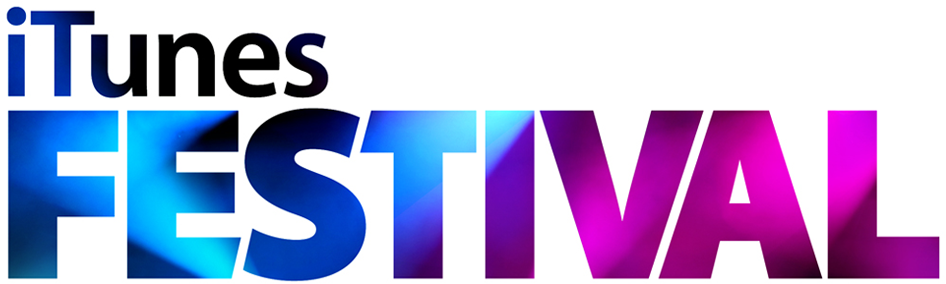
Logo

iTunes Festival: London 2007 is het eerste livealbum van de Italiaanse singer-songwriter Elisa, uitgebracht in 2007.

## Achtergrond
Het album bevat live opnames van Elisas optreden in 2007 in het Institute of Contemporary Arts tijdens het iTunes Festival in Londen, Verenigd Koninkrijk. Het album is alleen beschikbaar in digitaal formaat.

## Nummers
| Nr. | Titel                                         | Schrijver(s)                 | Origineel album                                                | Duur |
| --- | --------------------------------------------- | ---------------------------- | -------------------------------------------------------------- | ---- |
| 1.  | Stay (Live)                                   | Elisa Toffoli                | Soundtrack '96 - '06: Greatest Hits / Caterpillar              | 4:46 |
| 2.  | The Waves (Live)                              | Toffoli                      | Pearl Days                                                     | 4:04 |
| 3.  | Una poesia anche per te (Live)                | Toffoli                      | Pearl Days                                                     | 4:50 |
| 4.  | Stranger (Live)                               | Toffoli                      | Then Comes The Sun / Lotus                                     | 4:07 |
| 5.  | Swan (Live)                                   | Toffoli • Michael Centonze   | Melissa P. / Soundtrack '96 - '06: Greatest Hits / Caterpillar | 4:47 |
| 6.  | Broken (Live)                                 | Toffoli                      | Lotus                                                          | 4:29 |
| 7.  | Dancing (Live)                                | Toffoli                      | Then Comes The Sun                                             | 5:02 |
| 8.  | Rainbow (Live)                                | Toffoli                      | Then Comes The Sun                                             | 4:38 |
| 9.  | Gli ostacoli del cuore (Live)                 | Luciano Ligabue              | Caterpillar                                                    | 4:38 |
| 10. | Wild Horses (The Rolling Stones cover) (Live) | Mick Jagger • Keith Richards | Caterpillar                                                    | 6:09 |